# Txursino
Txursino - Чурсино (rus) - és un poble de l'óblast de Bélgorod, a Rússia. El 2010 tenia 4 habitants. Pertany al districte (raion) de Stroítel.